# Inés Arrondo
Pour les articles homonymes, voir Arrondo.
Inés Arrondo, née le 28 novembre 1977 à Mar del Plata, est une joueuse de hockey sur gazon argentine.

## Carrière
Au sein de l'équipe d'Argentine féminine de hockey sur gazon, Inés Arrondo est médaillée d'or aux Jeux panaméricains de 1999, médaillée d'argent des Jeux olympiques de 2000, vainqueur du Champions Trophy en 2001 et de la Coupe du monde féminine de hockey sur gazon 2002, ainsi que médaillée de bronze aux Jeux olympiques de 2004,.